# 凱爾·柏海莫
凱爾·柏海莫（英語：Kyle Bornheimer，1975年9月10日—）是美國的一位演員。他最著名的作品是情景喜劇乘龍黴婿。他也出演過多部電影。

## 外部連結
- Kyle Bornheimer在互联网电影资料库（IMDb）上的資料（英文）